# Тара Вајт
Тара Вајт (чеш. Tarra White; Острава, Чехословачка, 19. новембар 1987) рођена као Мартина Мраквиова (чеш. Martina Mrakviová)  чешка je порнографска глумица.

## Каријера
Тара Вајт је прво сексуално искуство имала са шеснаест година. У индустрију порнографије ушла је са осамнаест година, иако је тада још увек била у средњој школи. Снимила је серију филмова названу Drunk Sex Orgy, за које је номинована за награду АВН за најбоље оргијско/генгбенг издање и најбољи оргијски/генгбенг серијал.
Од маја 2008. године Мартина Мраквиова ради емисију Red News (програм у коме жене скидају одећу док читају вести), која се приказује на сајту чешке ТВ Нова.

## Награде
- 2006: Golden Star (Prague Erotica Show) – Best Starlet[2]
- 2007: Silver Star – Best Czech Republic Porn Actress[2]
- 2008: FICEB Ninfa Award – Best Supporting Actress – Wild Waves[5]
- 2009: Hot D'Or – Best European Female Performer[6]
- 2009: Hot D'Or – Best European Actress – Billionaire[6]
- 2010: Erotixxx Award - Best International Actress
- 2014: AVN Award - Best Sex Scene in a Foreign – Shot Production – The Ingenuous

## Филмографија
- Cum Crazy Teens 1 (2005)
- Amazing POV Sluts 5 (2006)
- Bi Maxx 2 (2006)
- Claudia's Holiday 2006 (2006)
- Cotton Panties 1 (2006)
- Cream Pie for the Straight Girl 4 (2006)
- Cum Crazy Teens 4 (2006)
- Cum Filled Throats 14 (2006)
- Cute Little Asses 2 (2006)
- Dripping Creampies 2 (2006)
- Drunk Sex Orgy: Bangsta's Paradise (2006)
- Dude Your Girlfriend Is In A Porno 3 (2006)
- High Class Ass (2006)
- It Takes 3 To DP 3 (2006)
- Just 18 6 (2006)
- Lip Lickers 7 (2006)
- Mad Sex Party: Splash Bang and Hot Tub Club (2006)
- Meet The Fuckers 5 (2006)
- My Sexy Kittens 12 (2006)
- Perfect Teen 3 (2006)
- Pink Treats (2006)
- Semen Shots 9 (2006)
- Sexy Santa (2006)
- Squirt Quenchers (2006)
- Teen Tryouts Audition 45 (2006)
- Teen Tryouts Audition 47 (2006)
- Throat Bangers 11 (2006)
- Top Model (2006)
- XXX Teens 6 (2006)
- Angel Perverse 8 (2007)
- Bekannelser 2 (new) (2007)
- Big Toys No Boys 5 (2007)
- Blow Banged 3 (2007)
- Cotton Panties 4 (2007)
- Cum Crazy Teens 5 (2007)
- Cum Filled Throats 18 (2007)
- Cum Hungry Leave Full 4 (2007)
- Drunk Sex Orgy: Blue Jean Babes (2007)
- Drunk Sex Orgy: Kickbox Cumbath (2007)
- Evil Anal 4 (2007)
- Fuck It Like It's Hot (2007)
- Gent 10 (2007)
- Gent 12 (2007)
- Gent 13 (2007)
- Girls on Girls 11 (2007)
- Hey Gang Teach Me To Bang 5 (2007)
- Hi Speed Sex 1 (2007)
- Ibiza Fucking Island (2007)
- Kinky Cock Tales (2007)
- Lolitas in Paradise (2007)
- Mad Sex Party: Mega Wet (2007)
- My Sexy Kittens 16 (2007)
- Oh Boy That's A Big Toy 4 (2007)
- Pasion (2007)
- POV Centerfolds 5 (2007)
- Private Exotic 1: Sluts of the Caribbean (2007)
- Private Exotic 2: Madagascar Sex Resort (2007)
- Private Exotic 3: Sexual Revenge in the Tropics (2007)
- Private Tropical 34: Caribbean Sex Conspiracy (2007)
- Sex in Ibiza (2007)
- Skjut and Sprut (2007)
- Slutty and Sluttier 4 (2007)
- Teeny Hot Spots 4 (2007)
- Viper's Kiss (2007)
- Yasmine: Behind Bars (2007)
- Young and Tasty 5 (2007)
- 18 Years + 1 Day 2 (2008)
- Absolute Paradise (2008)
- Cherry (2008)
- Clara's Secret (2008)
- Crazy About The Blond (2008)
- Defend Our Porn (2008)
- Dorcel Airlines: Flight No. DP 69 (2008)
- Drunk Sex Orgy: Pussy Blizzard (2008)
- Drunk Sex Orgy: Pussy Casino (2008)
- Great Big Boobies 4 (2008)
- Home and Alone 2 (2008)
- Lesbians In The Tropics (2008)
- Party Babes (2008)
- Pirate Fetish Machine 32: Anal Motor Bitches (2008)
- Private Exotic 4: Tropical Top Model (2008)
- Private Tropical 35: Sex and Lies in the Caribbean (2008)
- Private Tropical 36: Anal Tropical Gonzo (2008)
- Private Tropical 39: On Vacation with My Slut Sister (2008)
- Private Tropical 40: Boroka Does The Caribbean (2008)
- Ritual (2008)
- Russian Institute: Lesson 11: Pony Club (2008)
- Sporty Teens 5 (2008)
- Teenage Girl Squad 3 (2008)
- Teeny Splash 5 (2008)
- Virgin Dreams 2 (2008)
- Whores D'Oeuvre 2 (2008)
- Wild Waves (2008)
- Anal Buffet 2 (2009)
- Anal Lovers (2009)
- Billionaire 2 (2009)
- Bimbo Club 3: Boobs Sex and Sun (2009)
- Black on White Sex 4 (2009)
- Bordell (2009)
- Burning Ice 5: Tarra (2009)
- Celebrity Sex (2009)
- Club Paradise (2009)
- Dorcel Airlines: Flight to Ibiza (2009)
- Drunk Sex Orgy: October Fuck (2009)
- Drunk Sex Orgy: Satin Skeeters (2009)
- Ete de mes 19 ans (2009)
- Gape Lovers 4 (2009)
- Gent 19 (2009)
- Girls from Prague 2 (2009)
- Lesbian Prison (2009)
- Lesbians In The Tropics 2 (2009)
- Mad Sex Party: Pool Party Pussy Eaters (2009)
- My Sexy Kittens 43 (2009)
- Nurse (2009)
- Passion (2009)
- Pornochic 17: Tarra (2009)
- Private Fetish 5: Booted Sexy Bitches (2009)
- Private Gold 106: Sluts And The City (2009)
- Private Life of Jennifer Love 3 (2009)
- Private Specials 26: Dressed To Cum (2009)
- Private Tropical 42: TropicAnal Flashbacks (2009)
- Rocco: Animal Trainer 27 (2009)
- Rocco: Puppet Master 5 (2009)
- Rocco's Back (2009)
- Secretaries 2 (2009)
- Solo X Mio Figlio (2009)
- Tarra's Sex Tape (2009)
- Teen Euro 3 (2009)
- Teens Violated (2009)
- Toubib a des gros seins (2009)
- 7 Infirmières Gourmandes (2010)
- Anal Devastation 4 (2010)
- Barcelona Chic (2010)
- Big Tits Boss 14 (2010)
- D Cup 9 (2010)
- Dawn Rising (2010)
- Drunk Sex Orgy: Xxx Rip Fest (2010)
- Evil Anal 11 (2010)
- French Maid Service 3: Special Stars (2010)
- Fuck V.I.P. Fury (2010)
- Funny Sex Games (2010)
- Gape Lovers 5 (2010)
- Just Girls (2010)
- Laly's Angels (2010)
- Les Filles de la Campagne (2010)
- Mere et sa fille (2010)
- My Sexy Kittens 47 (2010)
- Myth Magic and Mystery of Breasts (2010)
- Naughty Athletics 10 (2010)
- Nerdsworld (2010)
- Nurses in Nylons (2010)
- Private Gold 110: Miss Private - Battle Of The Big Boobs (2010)
- Private Movies 49: The Consultant (2010)
- Rich Little Bitch (2010)
- Rocco's Bitch Party (2010)
- Russian Institute: Lesson 14: Anal Lesson (2010)
- Secretaire (2010)
- Slutty and Sluttier 11 (2010)
- Sofia Gucci vs. Fernando - Il Prezzo del Successo (2010)
- Summer of My 19th Year (2010)
- Teen-O-Rama (2010)
- Tori Tarra and Bobbi Love Rocco (2010)
- Young Private Secretaries Office Sex Party (2010)
- Best of Porn Superstar POV (2011)
- British Heat (2011)
- D Cup 12 (2011)
- Drunk Sex Orgy: 7th Anniversary Party (2011)
- Drunk Sex Orgy: Bob's B-Day Bash (2011)
- Drunk Sex Orgy: Freaky Fuckers (2011)
- French Farm Girls (2011)
- Inglorious Bitches (2011)
- Les Avocates Grimpent Au Barreau (2011)
- Ma premiere orgie (2011)
- Million Dollar Hoax (2011)
- Mission Asspossible (2011)
- Mr. Big Dicks Hot Chicks 7 (2011)
- Nights At The Museum (2011)
- Orgasmatics 1 (2011)
- Orgasmatics 10 (2011)
- Orgasmatics 11 (2011)
- Orgy: The XXX Championship (2011)
- Piccanti Trasgressioni (2011)
- Private Gold 119: Sex On Board (2011)
- Private Gold 121: Adventures on the Lust Boat (2011)
- Rocco's X-Treme Gapes 1 (2011)
- Sex with Lingerie Divas 1 (2011)
- Slime Wave 10 (2011)
- Slime Wave 3 (2011)
- Top Wet Girls 9 (2011)
- Woodman Casting X 91 (2011)
- Young and Cravin' Cum 2 (2011)
- Bachelorette Party in the Caribbean (2012)
- Borata (2012)
- Double Protection 1 (2012)
- In Anal Sluts We Trust 4 (2012)
- Last Shag (2012)
- Natural Wonders of the World 71 (2012)
- Osterglocken (2012)
- Private Gold 131: Swinger's Club Prive 1 (2012)
- Private Gold 136: Anal Illusion (2012)
- Private Gold 144: Euro Pornstar Fuckfest (2012)
- Private Specials 53: Sex Boat 1 (2012)
- Rocco's Abbondanza 2: Big Boob Bonanza (2012)
- Slime Wave 11 (2012)
- Une affaire de Famille (2012)
- Young Girls Play Dirty (2012)
- Bitches in Uniform 2 (2013)